# Васил Левський (Силістринська область)
Васи́л Ле́вський (болг. Васил Левски) — село в Силістринській області Болгарії. Входить до складу общини Алфатар.

## Населення
За даними перепису населення 2011 року у селі проживали 88 осіб.
Національний склад населення села:
| Національність   | Кількість осіб | Відсоток |
| ---------------- | -------------- | -------- |
| болгари          | 81             | 92,0%    |
| турки            | 7              | 8,0%     |
| цигани           | 0              | 0%       |
| інша             | 0              | 0%       |
| не визначились   | 0              | 0%       |
| Всього відповіли | 88             |          |

Розподіл населення за віком у 2011 році:
Динаміка населення: